# Мандаринская модель экономического роста
Мандаринская модель (англ. mandarin model of growth) — модель экономического роста, предложенная профессором экономики Принстонского университета Вэй Сюн в 2018 году. Модель, основанная на модели Барро, описывает государственную систему и экономическую политику Китая. Фактором экономического роста является государство и региональные чиновники — «мандарины». 

## История
Профессор экономики Принстонского университета Вэй Сюн опубликовал в ноябре 2018 года статью «Мандаринская модель роста». Вэй Сюн демонстрирует растущую финансовую нестабильность Китая в связи с увеличением доли заёмных средств, ростом пузыря на рынке недвижимости, ростом воластильности на рынке капитала и на фондовом рынке. Отношение долга Китая (за исключением долга центрального правительства) к ВВП поднялся выше уровня 2.1, при этом значительная часть растущей задолженности происходит из быстро развивающегося теневого банковского сектора. Это увеличение привело к серьезной озабоченности по поводу потенциального долгового кризиса в Китае, который в конечном итоге может распространиться на остальной мир. 
В статье профессор напоминает об отсутствии надежности оценки государственной статистики Китая. Так ничем не объяснимый разрыв между суммой ВВП провинций (сообщенной провинциальными статистическими бюро) и совокупным ВВП (сообщенной «Национальным бюро статистики Китая») регулярно превышает 5%. Эта цифра также показывает, что в каждом году более 80% провинций сообщали о темпах роста ВВП, превышающих темпы национального роста. Это огромное расхождение не может быть просто объяснено ошибками измерений и отражает систематическую проблему государственной статистики Китая.
Общая первопричина финансовой нестабильности Китая и непрозрачности государственной статистики связана с системой государственного управления Китая. Бум кредитной задолженности был в первую очередь вызван региональными властями Китая, которые стали активно занимать у банков для реализации масштабной посткризисной программы стимулирования экономики. Несмотря на то, что центральное правительство отговаривало местные органы власти от дальнейшего заимствования, местным органам власти удалось ещё сильней нарастить долг, но уже из менее прозрачного теневого банковского сектора, для финансирования своих инвестиционных проектов. Расхождение в статистике ВВП связано с многоуровневой структурой представления экономической статистики Китая. Национальное статистическое бюро представляет национальные статистические данные, а местные статистические бюро, на которые оказывают сильное влияние местные органы власти, представляют местные статистические данные. Таким образом, разрыв между суммой ВВП провинций и совокупным ВВП отражает систематическое завышение отчётности региональными властями.

## Модель
Для систематического анализа этих вопросов профессором была разработана и представлена «Мандаринская модель экономического роста», которая расширила модель роста Роберта Барро, включила в неё государственную систему Китая. Несмотря на то, что китайское правительство давно отказалось от централизованного планирования, оно продолжает играть центральную роль в рыночной экономике Китая.
В Китае сложилась система управления, при которой центральное правительство работает совместно с региональными органами управления на нескольких уровнях: провинциальном, городском, уездом и поселковом. Региональные органы власти являются основными участниками экономического развития Китая. Во-первых, региональные власти осуществляют более 70% бюджетных расходов в Китае и отвечают за развитие экономических институтов и инфраструктуры на региональном уровне, таких как открытие новых рынков и строительство дорог, автомагистралей и аэропортов.
Во-вторых, несмотря на свою автономию в экономических и финансовых вопросах, руководители региональных органов власти назначаются центральным правительством, а не избираются местным населением. В качестве одного из ключевых механизмов стимулирования региональных лидеров центральное правительство создало состязание между губернаторами разных регионов, способствуя достижению быстрого экономического роста и наказывая тех, кто плохо работает. Эта система фискального федерализма значительно стимулировала экономический рост Китая, предоставляя местным чиновникам как бюджетные расходы, так и карьерные стимулы для развития местной экономики. Однако такие мощные стимулы могут также привести к краткосрочному поведению местных губернаторов, о чем свидетельствует Мандаринская модель.
Мандаринская модель включает институциональную структуру государственной системы Китая и рассматривает открытую экономику с рядом регионов. Создавая больше инфраструктуры в регионе, местные органы власти могут повысить производительность местных фирм. Инвестиции в инфраструктуру являются для местных органов власти ключевым каналом прямого стимулирования местной экономики. При этом региональные чиновники сталкиваются с компромиссом в распределении своего бюджета на местную инфраструктуру и потребление государственными служащими. В отсутствие достаточных стимулов для интернализации потребления домашних хозяйств региональные чиновники имеют тенденцию к занижению инвестиций в инфраструктуру по отношению к социальному оптимуму.
Проблема недостаточного инвестирования мотивирует центральное правительство Китая вводить состязание среди губернаторов, где оглашаются результаты всех регионов в конце каждого периода для совместной оценки способностей и определения карьерного роста всех губернаторов регионов. Поскольку увеличение инвестиций в инфраструктуру улучшает региональный выпуск, состязание создает неявный стимул для каждого губернатора инвестировать в инфраструктуру через «механизм подавления сигналов», предложенным Бенгтом Хольмстрёмом в 1982 году, из-за неспособности центрального правительства полностью разделить вклад способности губернатора и инвестиций в инфраструктуру в региональный выпуск. Этот стимул служит мощным механизмом для стимулирования экономического роста Китая.   
Мощные стимулы, вызванные этим состязанием, могут также побудить местные органы власти к краткосрочному поведению. Во-первых, карьерные проблемы мотивируют каждого губернатора региона к завышению регионального производства за счет более высокой налоговой передачи центральному правительству. По своему духу этот механизм аналогичен завышенной отчетности о доходах руководителей публично зарегистрированных фирм. 
Во-вторых, состязание мотивирует создание чрезмерного уровня финансового левериджа. В частности, каждый губернатор региона сталкивается с межвременным компромиссом в увеличении объема задолженности для финансирования большего объема инвестиций в инфраструктуру. Более высокий долг ведет к более высокому экономическому росту в текущем периоде, но приводит к более высокой оплате долга в следующем периоде. В то время как определенный уровень задолженности является социально выгодным, когда темпы роста производительности на местах достаточно высоки, а карьерные стимулы губернатора могут привести к чрезмерным инвестициям с использованием чрезмерного уровня заёмных средств. При определенных допущениях краткосрочное поведение одного губернатора может отрицательно повлиять на относительную оценку эффективности других губернаторов, что, в свою очередь, приводит к крысиной гонке между губернаторами в использовании финансового левериджа.
Существует тесная связь в данных между двумя типами краткосрочного поведения местных органов власти. Разброс отношения провинциального ВВП к национальному ВВП, и отношения долга местных органов власти к ВВП. В целом, существует очевидная положительная связь между чрезмерной отчетностью по ВВП и задолженностью местного самоуправления. В Мандаринской модели они управляются одной и той же силой – карьерными стимулами местных губернаторов.

## Оценка
«Мандаринская модель роста» определяется двумя ключевыми особенностями китайской экономики. Во-первых, правительство играет центральную роль в стимулировании экономики посредством своих активных инвестиций в инфраструктуру, которые могут быть истолкованы более широко как меры и политика правительства по поддержке и стимулированию экономического развития. Во-вторых, агентские проблемы в государственной системе могут привести к богатому набору явлений в китайской экономике. Не только быстрый экономический рост стимулируется состязанием среди губернаторов, но и краткосрочное поведение местных губернаторов, которое напрямую влияет на экономическую и финансовую стабильность Китая.
Американский профессор Баркли Россер подтвердил выводы мандаринской модели роста, так как лично во время своей поездки в Китай слышал много беспокойства по поводу роста теневого банковского сектора, движимого местными правительствами. Более того, отметил, что историческая основа мандаринской модели роста была изложена в работе другого американского профессора Чэнган Сюя, который представил тройственную систему: правящую бюрократию, систему принятия решений о том, кто должен быть в этой правящей бюрократии, и фактическую систему принятия решения и фактических землевладельцев. В имперской системе бюрократия была у элиты чиновников-мандаринов, которая находилась на более ранних и менее коррумпированных стадиях династий, отобранных в соответствии с конфуцианской мандаринской экзаменационной системой, возникшей в династии Хань. На этом этапе чиновники были отделены от землевладения, но на более поздних этапах династии признаком растущей коррупции был крах экзаменационной системы, поскольку мандарины-землевладельцы назначили своих некомпетентных сыновей в бюрократию.
Ряд экономистов считают, что губернаторам российских регионов также приходится направлять государственные средства на инвестиции в экономику с целью роста ВРП, занимать на рынке капитала и формировать дефицитный региональный бюджет для выполнения поставленных задач.